# Samuel Samuś
Samuel Iwanowycz Samuś (ur. ?, zm. ok. 1713 roku) – dowódca wojskowy końca XVII i początku XVIII wieku, pułkownik bohusławski w latach 1688–1713, hetman nakaźny Ukrainy Prawobrzeżnej w latach 1692–1704, jeden z przywódców antypolskiego powstania Semena Paleja. Pochodził z okolic Perejasławia.

## Życiorys
17 października 1702 roku rozbił polskie wojsko pod Berdyczowem, a pod koniec października wraz z pułkownikiem bracławskim Andrzejem Abazynem zdobył Niemirów. 
Chcąc zjednoczenia Ukrainy Prawobrzeżnej z Lewobrzeżną uznał zwierzchność Iwana Mazepy (hetmana lewobrzeża).
Kontratak przeważających sił polskich oraz brak pomocy ze strony Moskwy i Mazepy zmusił Samusia do schronienia się Bohusławiu. W styczniu 1704 roku zrzekł się godności hetmana. Pomimo tego nadal pozostawał faktycznym dowódcą swoich wojsk i kontynuował walkę z Polakami na prawobrzeżu.
W 1711 roku podporządkował się, jak większość kozaków, hetmanowi Filipowi Orlikowi. Po wystąpieniu Orlika przeciwko Rosji został, wraz z synem wzięty do niewoli w czasie walk i został najprawdopodobniej zesłany. Dalsze jego losy są nieznane.